# Истокская
Истокская — упраздненная деревня в Суерском сельском поселении Упоровского района Тюменской области. 

## География
Располагалась на левом берегу реки Тобол при впадении в неё речки Исток, от которой и получила название «Истокская». Расстояние до села Суерка 15 км, районного центра села Упорово 33 км.

## Историческая справка
Впервые упоминается в метрической книге Прокопьевской церкви села Коркино 2.06.1764 году. 
Венчается деревни Кушмы крестьянин Петр Михайлов сын Пилигримов первым браком того же села деревни Истоцкой с крестьянкой дочерью девкой Натальей Корниловой Черной. 
С 1764 года относилась к Суерскому острогу, с 1795 года входила в состав Поляковской волости, с 1884 г. — Коркинской волости, с 1919 — Шадринского сельсовета, с 1958 — Старошадринского сельсовета, с 1961 — Суерского сельсовета.
- Во второй половине 1860-х годов крестьяне деревни Истокской Егор, Михаил, Дмитрий, Иван, Леонтий и Филипп Губины построили водяную мукомольную мельницу на речке Истоке. 50 лет она перерабатывала зерно на муку.[1]
- В начале 1930-х годов от реки Нияп до речки Исток был прорыт канал, по нему сплавляли лес.[1]
- В 1930-х годах крестьяне жили единолично только в 1950-х годах вошли в колхоз «Путь Ленина» деревни Старая Шадрина.[1]
- В 1935 году в деревне было 10 хозяйств, в 1953 году — 12 хозяйств. Проживали братья Губины Никанор, Михаил, Иван с семьями. К 1960 году осталось 7 семей: Мосиной Галины, Губина Александра, Коркина Петра, Поляковой Анны, Губина Бориса, Назаровы, Пустозеровы. В деревне не было ни школы, ни магазина, ни электричества.[1]
- В годы Великой Отечественной войны ушли на фронт 9 человек из них 4 человек не вернулись домой.[1]
- Последней из деревни уехала семья Фаины Никаноровны Губиной. В 1973 году решением райисполкома деревня Истокская была исключена из административно-территориального деления.[1]
- На месте деревни в 2011 году установлен памятник.[1]

## Население
| 1795 | 1816 | 1834 | 1858 | 1897 | 1926 | 1973 |
| 12   | 51   | 41   | 64   | 108  | 111  | 0    |